# Pycnandra sessiliflora
Pycnandra sessiliflora är en tvåhjärtbladig växtart som beskrevs av Swenson och Jérôme Munzinger. Pycnandra sessiliflora ingår i släktet Pycnandra och familjen Sapotaceae. Inga underarter finns listade i Catalogue of Life.